# Podwozie (lotnictwo)

Podwozie chowane

Schemat podwozia chowanego: 1 – Siłownik hydrauliczny, 2 – Wyciągnik, 3 – Goleń główna, 4 – Oś koła, 5 – Koło, 6 – Kadłub / skrzydło

Podwozie – zespół płatowca (samolotu, śmigłowca lub szybowca) umożliwiający postój na podłożu oraz przejście ze stanu spoczynku do lotu w powietrzu i odwrotnie. Podwozie umożliwia postój płatowca na ziemi, wodzie lub konstrukcji (np. pokładzie okrętu), jego przemieszczanie po podłożu (kołowanie), start i lądowanie (lub wodowanie).
W przypadku samolotów, podwozie najczęściej składa się z ogumionych kół, mocowanych na goleniach, ramach lub innych wspornikach, zwykle zaopatrzonych w elementy amortyzujące (amortyzatory), czasami podpieranych zastrzałami. Podwozie kołowe może być stałe lub chowane (wciągane) w locie. Podwozie chowane cechuje się bardziej skomplikowaną konstrukcją, lecz sprzyja zmniejszeniu oporów aerodynamicznych, dlatego jest stosowane na wszystkich samolotach rozwijających większe prędkości. Podwozie chowane najczęściej wciągane jest do luków w skrzydłach, kadłubie lub gondolach silnikowych.

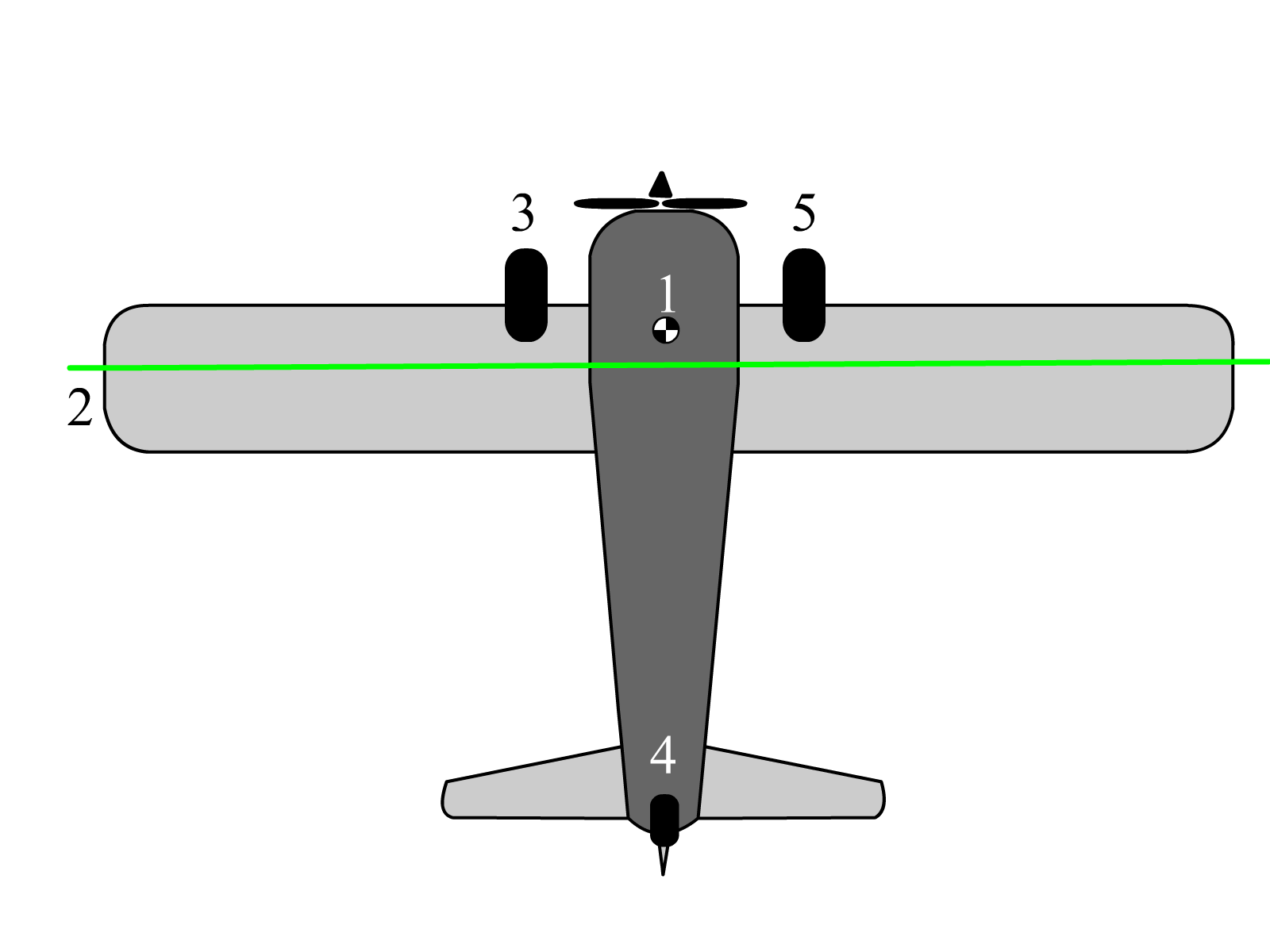
Schemat podwozia klasycznego z kółkiem ogonowym

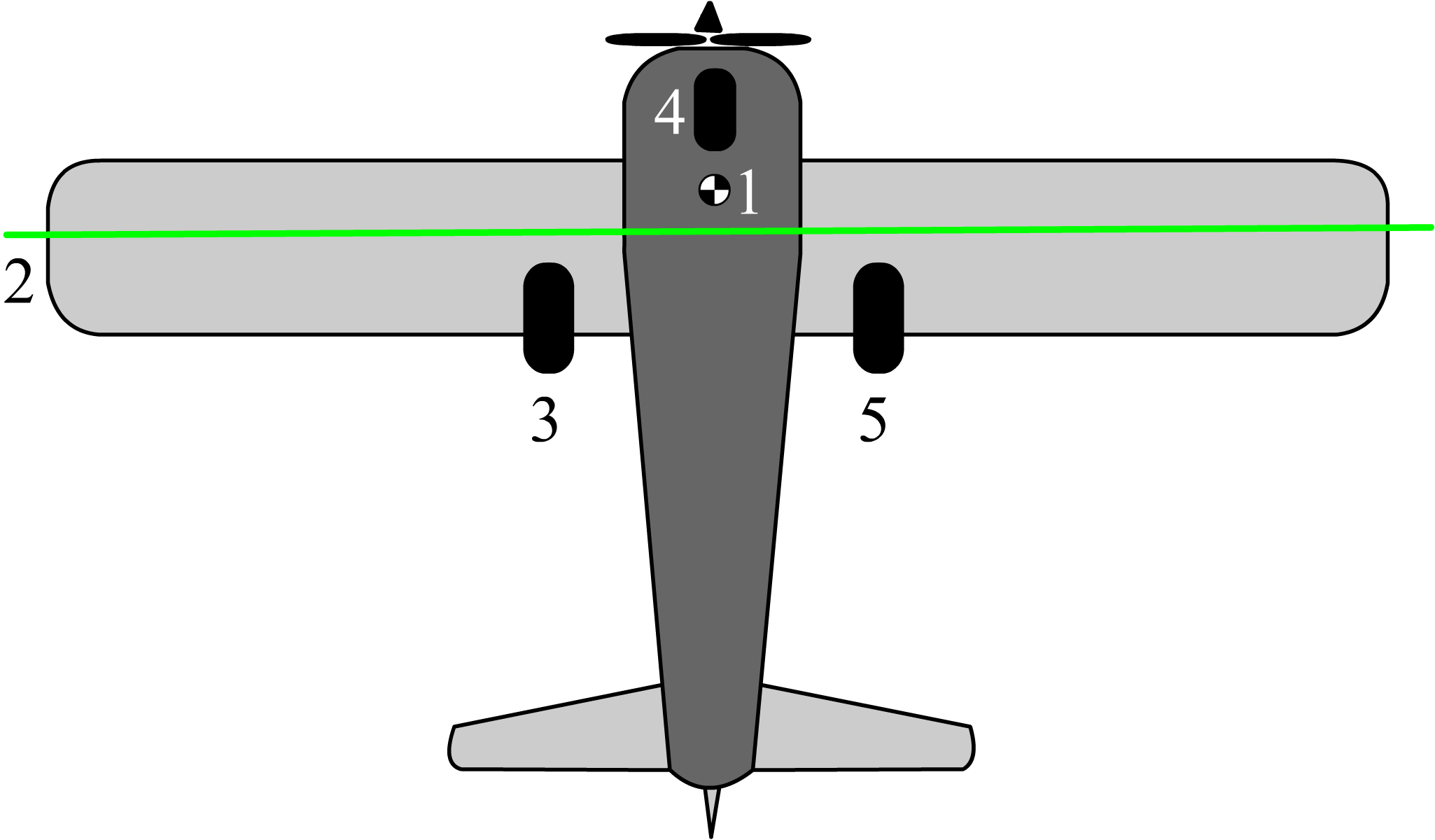
Schemat podwozia z kółkiem przednim

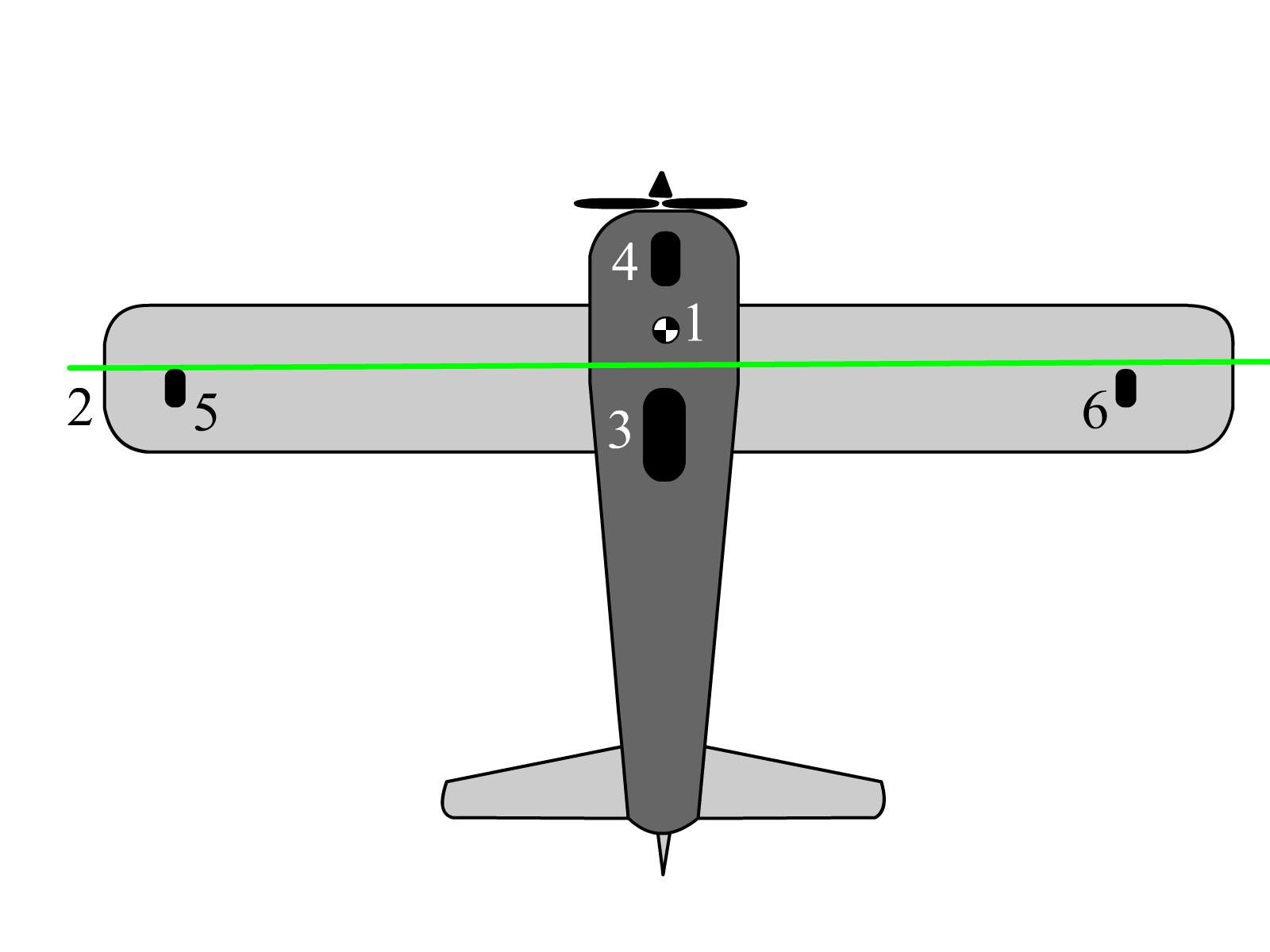
Schemat podwozia jednotorowego

Podstawowe zadania podwozia:
- całkowite i nieodwracalne pochłanianie energii odpowiadającej energii opadania samolotu podczas lądowania oraz energii uderzenia pionowego podczas toczenia po nierównościach podłoża,
- zapewnienie małych oporów toczenia, zwłaszcza przy starcie,
- zapewnienie skuteczności hamowania, w celu skrócenia dobiegu samolotu podczas lądowania,
- zapewnienie wystarczającej stateczności samolotu, sterowności i zwrotności we wszystkich warunkach ruchu naziemnego, również podczas hamowania,
- zabezpieczenie samolotu przed niekontrolowanym zetknięciem z podłożem. Konstrukcja podwozia powinna, podczas nadmiernych przeciążeń, w pierwszej kolejności ulec odkształceniu lub zniszczeniu chroniąc w ten sposób pozostałe elementy płatowca,
- zapewnienie minimalnego przemieszczenia się kół wzdłuż osi samolotu i zachowanie niezmiennego rozstawu w celu zabezpieczenia ogumienia kół przed uszkodzeniem.

W zależności od masy samolotu stosowane są golenie z kołami pojedynczymi lub zespołami kół, w tym wózkami kilkukołowymi. W ciężkich samolotach transportowych stosowane są nawet zespoły wielokołowych goleni. Golenie podwozia można podzielić na: główne (przenoszące zasadniczą część masy płatowca), pomocnicze (przenoszące mniejszą część masy płatowca) i dodatkowe (nieprzenoszące masy płatowca lub przenoszące niewielką część).
Podstawowe układy konstrukcyjne podwozia kołowego:
- klasyczny: dwie główne golenie podwozia znajdują się przed środkiem ciężkości płatowca, rozstawione na boki w linii poprzecznej do osi płatowca w celu zapewnienia stabilności na podłożu, a pod ogonem płatowca znajduje się pomocnicze kółko ogonowe lub płoza ogonowa. Płatowiec na ziemi jest przechylony na ogon w stosunku do swojej osi podłużnej i podparty na kółku ogonowym. W układzie tym golenie główne przenoszą 80-90% masy płatowca,

- trójpodporowy (trójkołowy): dwie główne golenie podwozia znajdują się za środkiem ciężkości płatowca, rozstawione na boki w linii poprzecznej do osi płatowca w celu zapewnienia stabilności na podłożu, a pod częścią dziobową płatowca znajduje się pomocnicza przednia goleń. W układzie tym golenie główne przenoszą 80-90% masy płatowca,

- jednotorowy (rowerowy): dwie główne golenie podwozia znajdują się w osi symetrii płatowca. Tylna główna goleń znajduje się za jego środkiem ciężkości, przenosząc ok. 50-60% masy płatowca, a przednia główna goleń podwozia znajduje się pod częścią dziobową płatowca, przenosząc ok. 40-50% masy płatowca. Dla stabilizacji na ziemi zwykle stosowane są podpierające koła dodatkowe pod skrzydłami. Układ ten jest rzadko stosowany w samolotach, natomiast powszechnie w konstrukcji szybowców i motoszybowców,

- dwutorowy (samochodowy, tandemowy): sporadycznie stosowany układ podobny do jednotorowego, w którym golenie główne przednie i tylne podwozia umieszczone są w dwóch rzędach obok siebie, bez kół dodatkowych (np. B-52 Stratofortress),

- stosowane są również różne mniej typowe układy mieszane, np. w Boeing 747.

Układ klasyczny podwozia stosowany był w większości samolotów śmigłowych do lat 50. XX wieku, stąd przyjęła się jego nazwa. Stosowany był jedynie w nielicznych samolotach odrzutowych (np. Jak-15). Obecnie układ klasyczny jest stosowany już tylko na niewielką skalę w lekkich samolotach śmigłowych. Układ trójkołowy był stosowany na małą skalę od początku lotnictwa (np. Caproni Ca.3), zaczął być jednak powszechnie stosowany dopiero w latach 40. (w tym okresie głównie w samolotach konstrukcji amerykańskiej). Stosowany był i jest nadal w zdecydowanej większości samolotów odrzutowych i, od lat 50., również w większości samolotów śmigłowych.
Rzadko stosowane jest podwozie na nartach lub płozach, głównie w warunkach zimowych, czasami do lądowania na trawiastej nawierzchni. Podwozie takie zwykle występowało w układzie klasycznym, analogicznym do kołowego (zwykle istniała możliwość wymiany nart na koła). Prowadzono także eksperymenty z podwoziem gąsienicowym lub na poduszce powietrznej.
W przypadku wodnosamolotów pływakowych, podwozie stanowią pływaki (podwozie pływakowe). W łodziach latających funkcję podwozia pełni dolna część kadłuba, zwana podłodziem (samoloty amfibie mają oprócz tego chowane podwozie kołowe).
W śmigłowcach stosowane jest podwozie kołowe albo płozowe. Płozy występują tylko w lżejszych konstrukcjach. Podwozie kołowe w śmigłowcach występuje w różnych układach, najczęściej jest stałe. Jedynie nieliczne śmigłowce mają podwozie chowane (np. Mi-24). Podwozie płozowe jest dużo tańsze w produkcji i mniej skomplikowane w utrzymaniu niż podwozie kołowe, dzięki czemu można znacznie obniżyć koszty budowy i eksploatacji śmigłowca. W śmigłowcach operujących z wody stosowane są pływaki do wodowania, albo wyprofilowany spód kadłuba (podłodzie), jak w łodziach latających (np. Mi-14). Pływaki mogą być albo stałe, zastępujące płozy, albo nadmuchiwane, uzupełniające podwozie lądowe (jak w morskich wersjach śmigłowca W-3 Sokół).
W szybowcach podwozie często ogranicza się do jednego koła albo płozy pod kadłubem.
W kołowym podwoziu lotniczym stosuje się bezdętkowe opony półbalonowe, które z uwagi na niewielką szerokość są łatwe do schowania w konstrukcji samolotu. Są one rzadko wypełniane powietrzem, najczęściej stosuje się azot, który gwarantuje dłuższe utrzymanie właściwego ciśnienia w oponie. Ciśnienie w oponach dzieli się na cztery kategorie:
- ciśnienie bardzo małe – do 0,5 MPa,
- ciśnienie małe – do 1 MPa,
- ciśnienie średnie – do 1,5 MPa,
- ciśnienie duże – bez ograniczenia.

Na potrzeby budowy pasa startowego kategorie opon stosowanych w lotnictwie oznaczono odpowiednio symbolami W, X, Y, Z.

## Galeria

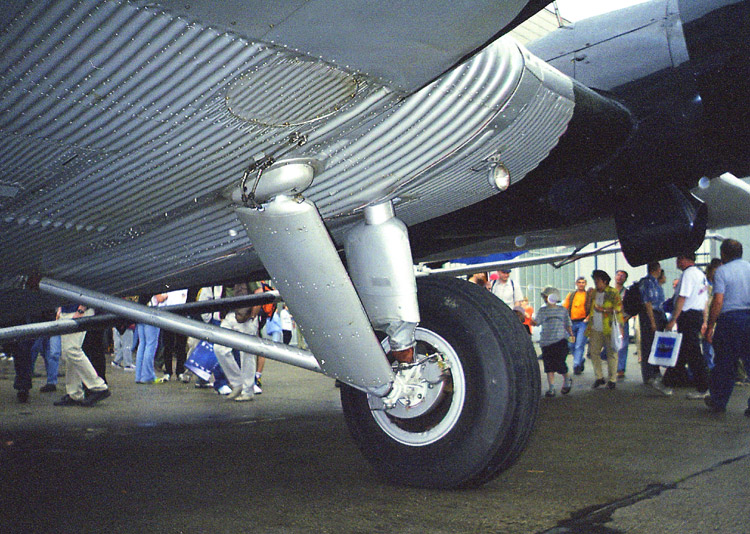
Stałe podwozie główne samolotu Junkers Ju 52
Trójpodporowe chowane podwozie samolotu Airbus A330 – widoczne wielokołowe wózki i luki podwozia
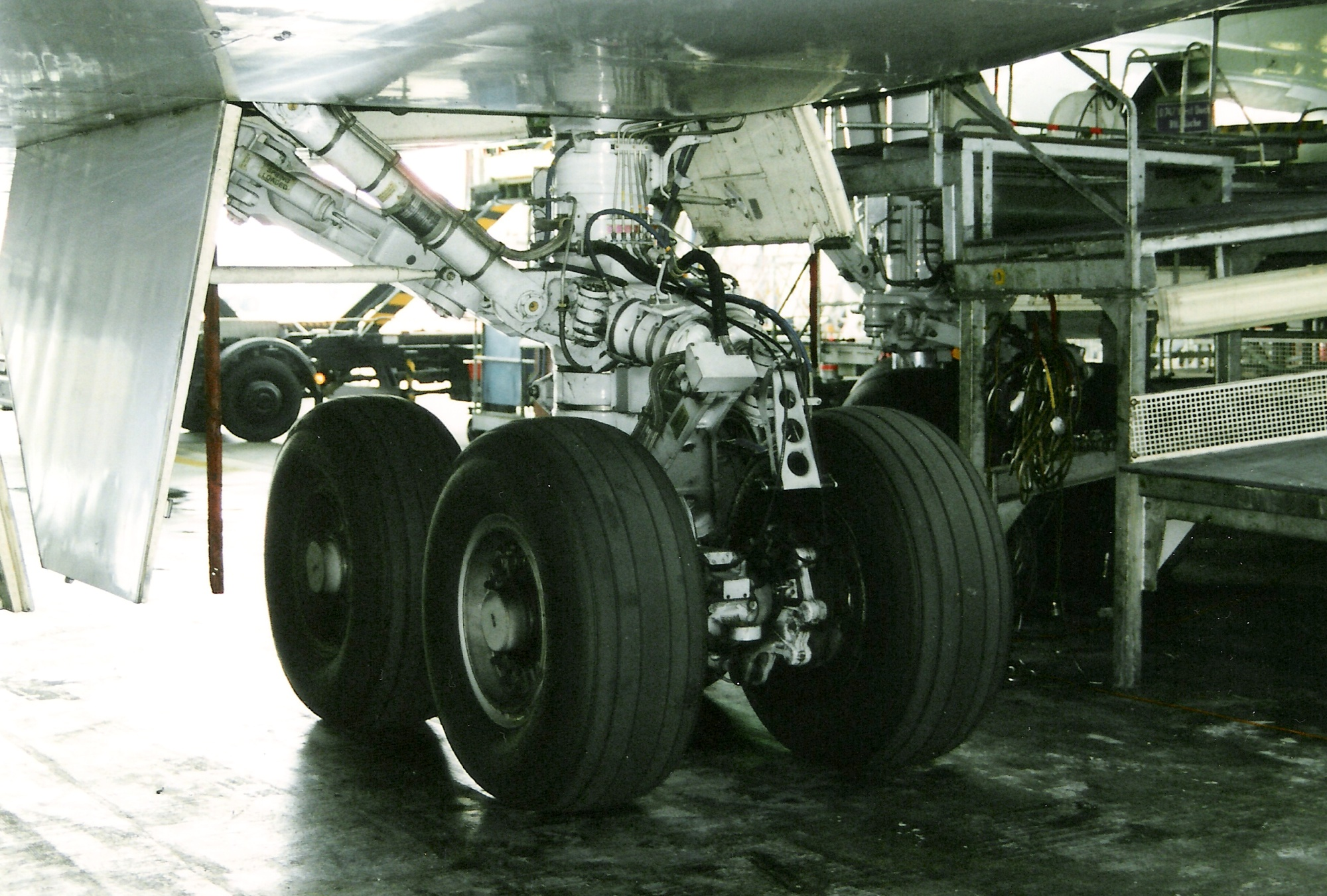
Podkadłubowa goleń podwozia z wózkiem samolotu Boeing 747
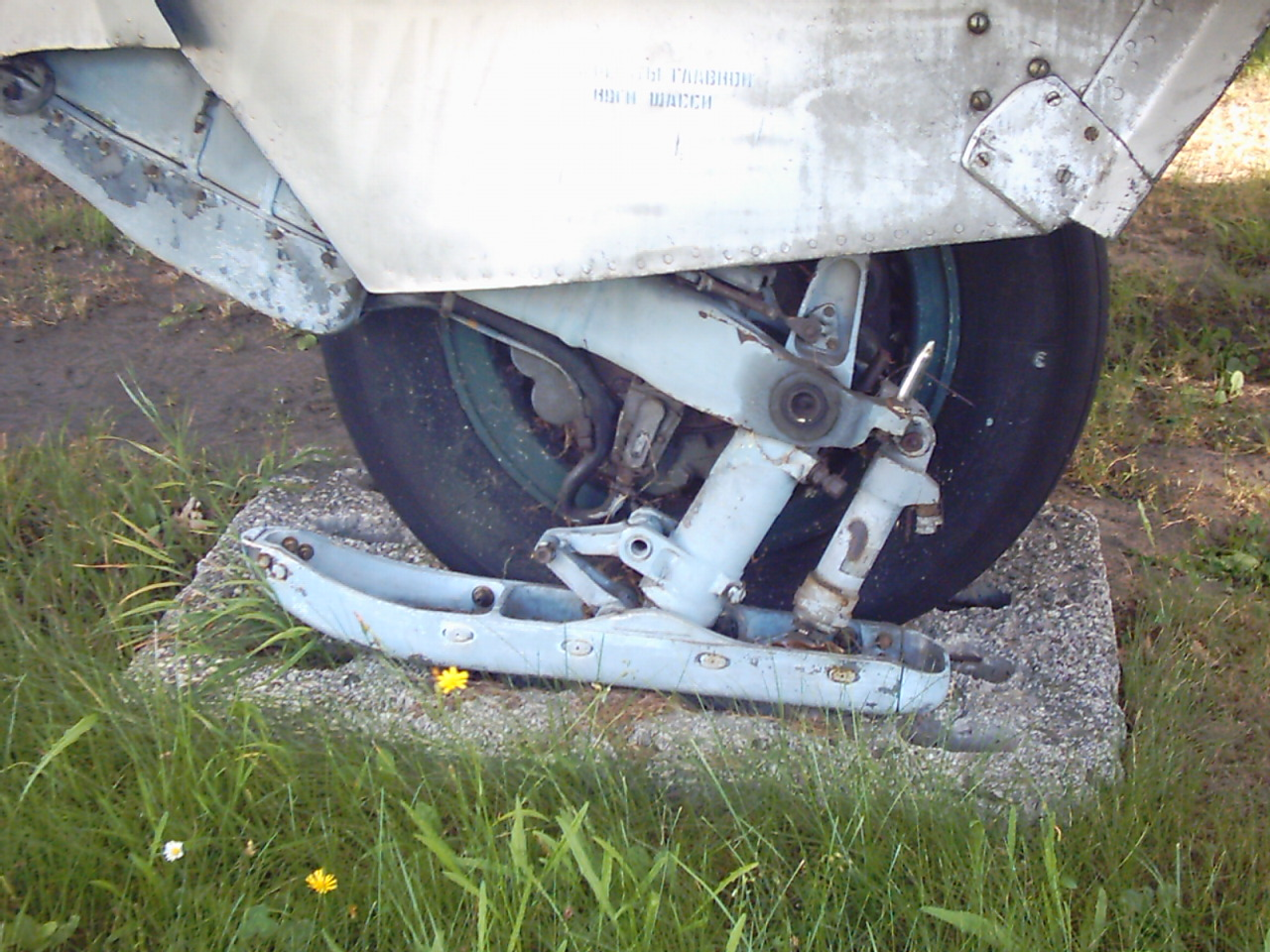
Płoza przy lewym kole samolotu Su-7 wspomagająca operowanie z nawierzchni nieutwardzonych
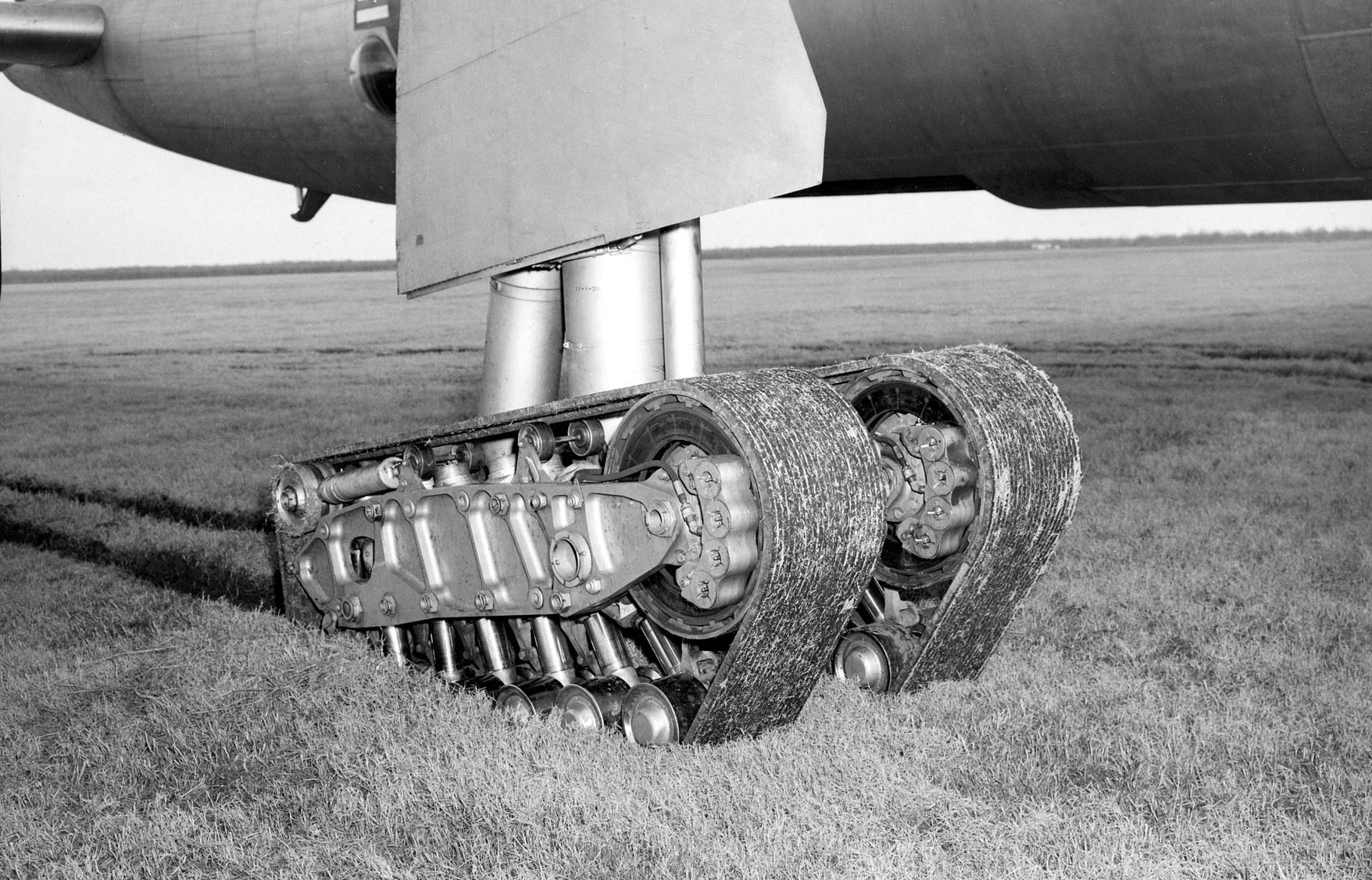
Podwozie gąsienicowe testowane na bombowcu B-36 Peacemaker
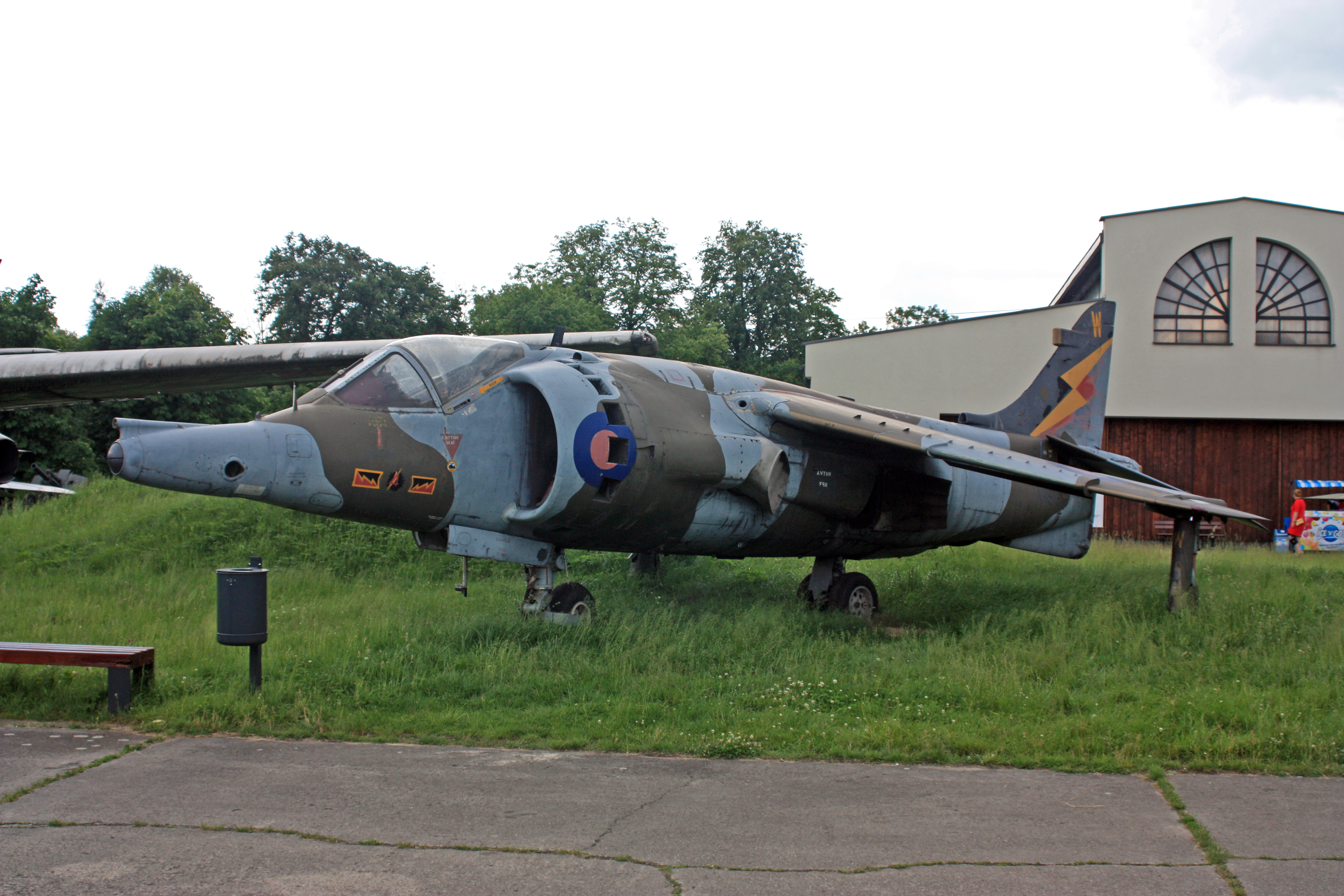
Podwozie jednotorowe samolotu Harrier GR3
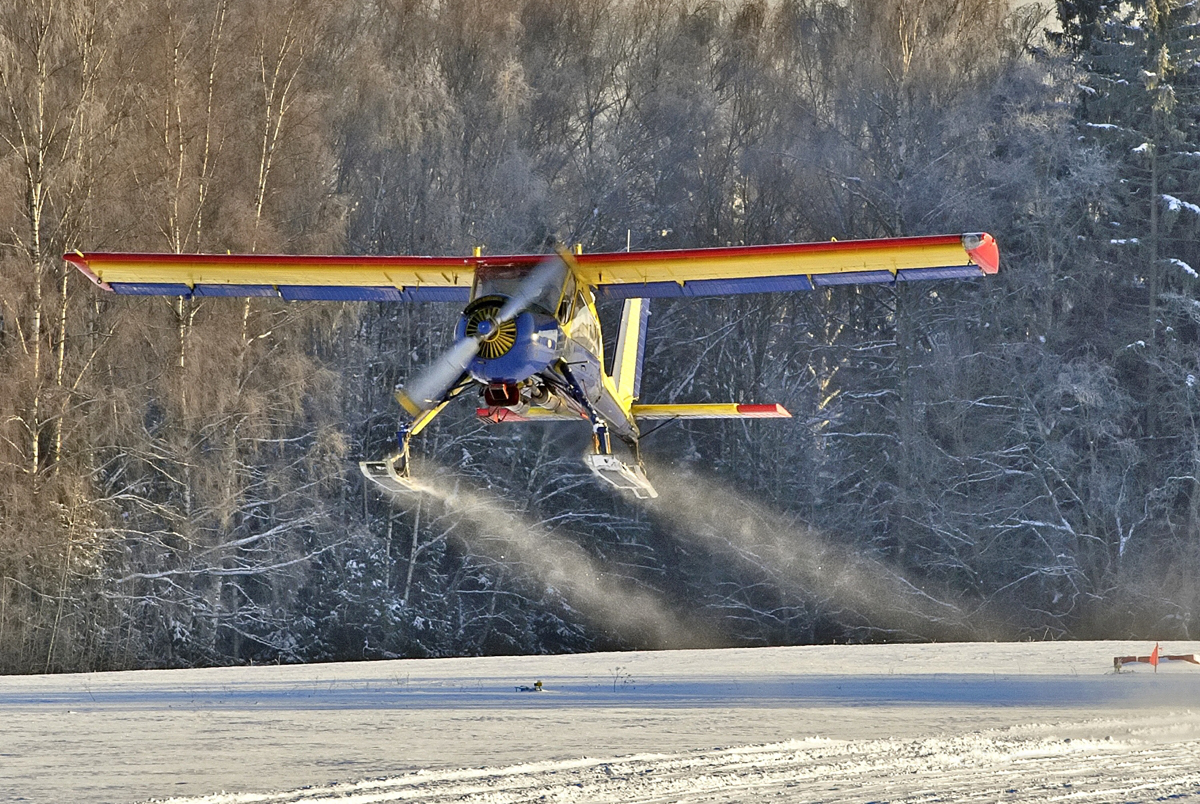
PZL-104 Wilga startująca z użyciem nart
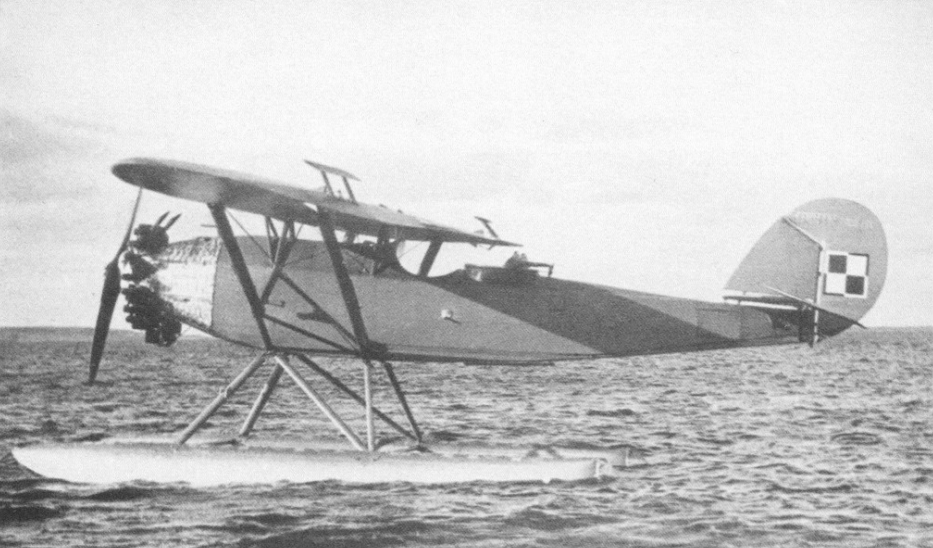
Hydroplan Lublin R.XIII bis/hydro na pływakach
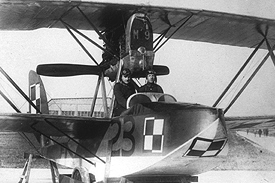
Łódź latająca Macchi M.9
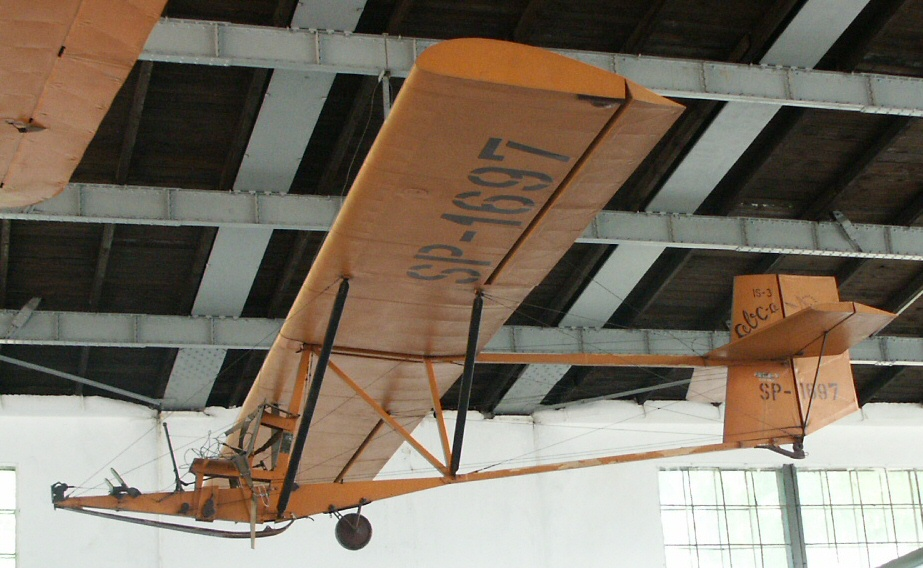
Szybowiec IS-3 ABC z przednią płozą, kółkiem głównym i płozą ogonową